# Agfa-Photo-Historama
Agfa-Photo-Historama je sbírka v Kolíně nad Rýnem z oboru historie fotografie.
Sbírka obsahuje přibližně 20.000 kamer a dalších technických zařízení, knihovnu s více než 3000 fotografických publikací a historických dokumentů. V současné době (červenec 2009) není sbírka přístupná veřejnosti. Poslední výstava se v něm konala v lednu 2005.

## Historie

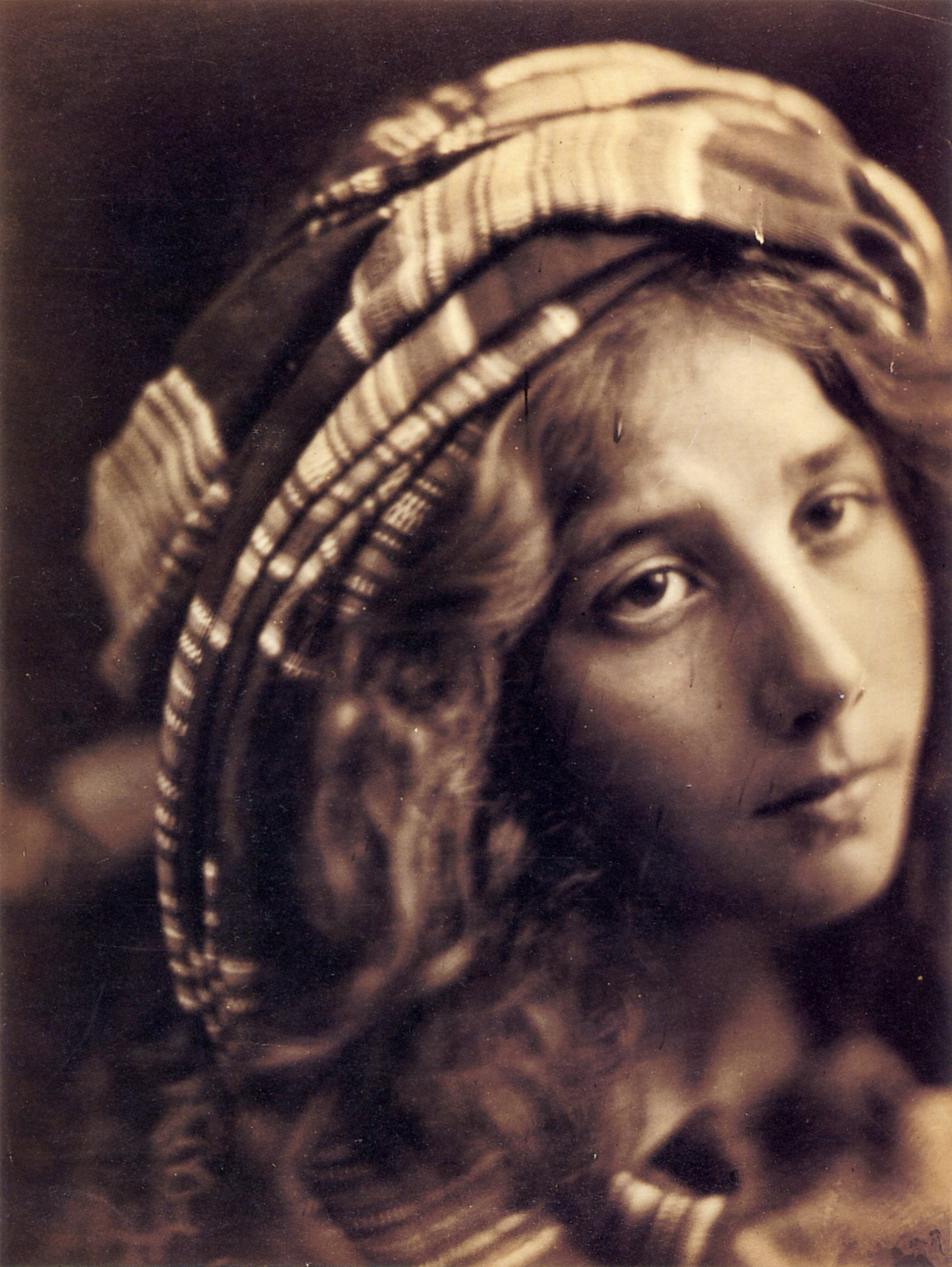
Ze sbírek muzea: Julia Margaret Cameronová, Studie Cenci, 1868

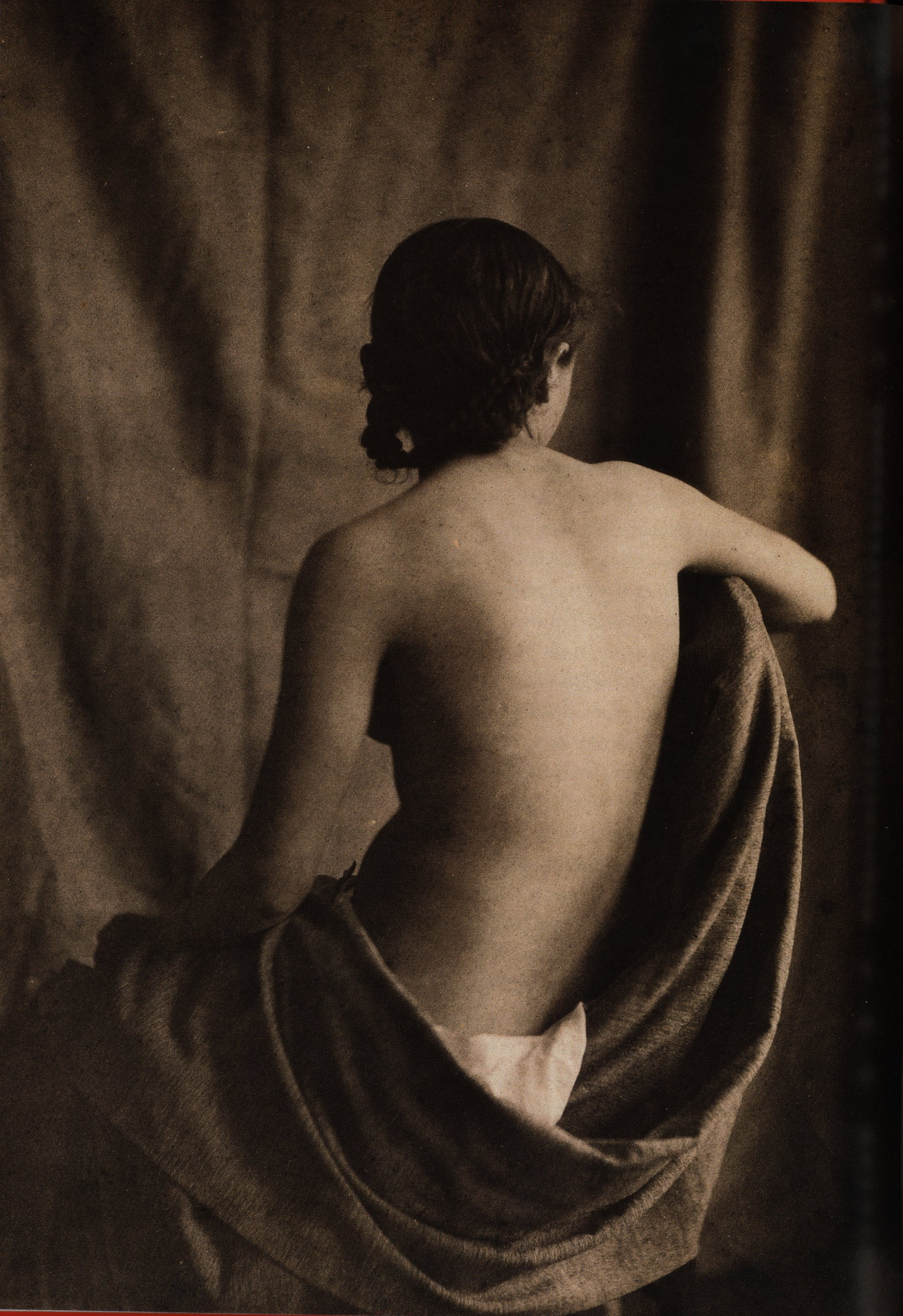
Ze sbírek muzea: Eugene Durieu, Akt zezadu, okolo 1853

### Erich Stenger
Základem muzea je sbírka Ericha Stengera, který se o historii fotografie začal zajímat ve velmi mladém věku.
Během studia chemie v Mnichově a Kielu, začal budovat svou sbírku. Od roku 1905 působil jako asistent na Technické univerzitě Charlottenburg v Berlíně (nyní TU Berlín), nejprve jako asistent a od roku 1934 jako profesor fotografie na Institutu aplikované fotochemie. Ve třicátých letech dosáhl největší soukromé fotografické sbírky na světě. Do výslužby ji dal v roce 1945. Sbírku během války převezl do Francie.

### Agfa
Stengersovu kolekci v roce 1955 získala firma Agfa-Gevaert AG, která ji následně systematicky rozšiřovala. V letech 1969 a 1971 přibylo 300 portrétů Hugo Erfurtha a 1000 kamer ze soukromého fotomuzea Hanns J. Wendel v Düsseldorfu. Toto bylo doplněno 20.000 exponáty z archivu továrny na fotoaparáty Agfa v Mnichově.
Po letech provizorního sídla sbírky byla v roce 1974 poprvé vystavovena na veřejnosti v Leverkusenu pod současným názvem.
V roce 1985 přešla jako trvalá zápůjčka do Kolína nad Rýnem.

### Kolín nad Rýnem
Od otevření nové budovy Ludwig Museum v Kolíně nad Rýnem v roce 1986 v něm byla sbírka představována v různých prezentacích. Město samo získalo několik menších tematicky souvisejících sbírek nákupem nebo darem před prosincem 2005, tedy před tím, než sbírku koupila Agfa Photo Historama.

## Exponáty
Na stránkách muzea lze najít díla jednotlivých umělců z archivu.
- Anna Atkins
- Julia Margaret Cameronová
- Eugene Durieu
- Willoughby Wallace Hooper
- Francis Frith
- Alois Löcherer
- Hermann Krone